# Kyō (músico)
Kyō (京 Kyō?, Kioto, 16 de febrero de 1976) es un músico, modelo, cantante y poeta japonés. Reconocido principalmente por ser el vocalista de la banda visual kei, Dir en Grey. Comenzó su carrera como músico a la edad de 15 años, dejando la secundaria de lado, cosa por la cual solo acabó la escuela primaria. En 1995 se mudó a Osaka, donde formaría inicialmente La:Sadie's y más tarde Dir en Grey.

## Biografía
Kyō inicio sus actividades en la música como un roadie dentro de las bandas ALBATROSS y Kuroyume, hasta que en agosto de 1993, a la edad de 17 años, formaría su primera banda llamada Gesshoku como vocalista. En esta adoptaría su primer nombre artístico conocido como Yoma (殀磨). Las actividades de esta banda tuvieron una duración de tan solo nueve meses hasta que se disolvieron el 11 de abril de 1994.
Después de la disolución de Gesshoku, Kyō pasaría a formar dos bandas más conocidas como Viṣṇu (formada en 1994) y Masquerade (formada en 1995), ambas las cuales tuvieron una duración de actividades no mayor a un año. Posterior a la disolución de Masquerade, Kyō se mudaría a Osaka y pasaría a formar parte como vocalista de la banda de sesión de covers continuos, Haijin Kurobarazoku. Fue durante su estancia en esta banda que adopto el nombre artístico de "Kyō" y conocería a Shinya (batería) y Kisaki (bajo), integrantes con los cuales posteriormente formaría la banda La:Sadie's en el año 1995, en conjunto con Die y Shio en las guitarras (este último abandonaría la agrupación unos 3 meses después de su formación y siendo reemplazado por Kaoru).
Después de disolverse La:Sadie's en 1997, decidió formar la banda Dir en Grey junto a sus antiguos compañeros Kaoru, Shinya y Die, y contaron con un nuevo bajista, Toshiya. En el año 1997, Kyo se encargó de todas las letras y compuso una de las canciones del primer álbum de Dir en grey MISSA. En el Tour 00>>01 MACABRE, Kyō tuvo un problema acústico y se quedó temporalmente sordo del oído izquierdo en el año 2001. Tras superar eso y estar a punto de morir, escribió la canción de 'Ain't afraid to die', donde refleja su impasibilidad ante la muerte, uno de los temas que más se repiten en las letras de sus canciones.
En el 2001 Kyō lanzó su primer libro de poemas “Jigyaku, Rensou Furan Shinema”, publicado en un CD con 4 canciones que, algunos de los poemas fueron inspirados para las canciones. A causa de la fama de estos libros de poemas, él lanzó un segundo libro llamado “Zenryaku, ogenki desu ka? Saihate no chi yori namonaki kimi ni ai wo komete” que también venía con un CD. Este CD sólo tuvo un solo poema que inspiró una canción, aunque, la mayor parte de sus poemas son como sus líricas y contienen temas que la mayoría de los lectores darían vuelta a sus narices hacia arriba. Algunos poemas conectan el primer libro de poemas con el último. 
Las líricas en las canciones de Kyō a menudo son juzgadas a causa de su hábito de utilizar temas controversiales, tales como dios, la muerte, la parafilia, la violación, la agresividad y el aborto.

### Bandas
Entre las agrupaciones en las cuales ha participado podemos mencionar:
- Albatross - roadie (desconocido)
- Kuroyume  - roadie (1993)
- Gesshoku - vocalista (1993)
- Viṣṇu - vocalista (1994)
- Masquerade - vocalista (1995)
- Haijin Kurobarazoku - vocalista (1995)
- La:Sadie's - vocalista (1995)
- Kyō en solitario (2 libros de poemas y unos álbumes que nunca lanzó, estos se los presentó únicamente a Toshiya)
- Dir en Grey - vocalista (1995 - actualidad)
- Sukekiyo (enero, 2014 - actualidad)
- Petit Brabancon (diciembre, 2021 - actualidad)

## Imagen
A lo largo de la carrera de Kyo, su imagen ha sufrido muchos cambios en el escenario, teniendo en cuenta la naturaleza del movimiento musical de las bandas a las que perteneció, su imagen contaba con las características propias del visual kei. Inicialmente su apariencia en Gesshoku era destacable por tener una cruz en la frente, su apariencia igualmente mantuvo la misma consistencia durante Viṣṇu y Masquerade.
Su cambio más notable vino al momento de formar La:Sadie's, donde opto por la apariencia característica del kote kei que caracterizaba a la banda, tomando una apariencia más andrógina, vestimenta gótica y utilizando maquillaje oscuro.
Esta misma tendencia se mantuvo durante los inicios de la banda Dir en Grey, sin embargo, conforme el pasar del tiempo, en la actualidad sus integrantes han dejado la estética visual kei casi completamente de lado.
Durante las actuaciones se dedica a auto mutilarse como método para expresar dolor, reforzando así la intención de sus letras. Estas auto mutilaciones consisten, por ejemplo, en arañarse la parte interior de las mejillas hasta que sangra por la boca, rasgar su pecho causándose heridas, golpearse las mejillas con los puños y, apuñalarse el pecho con el micrófono. También se "marca" él mismo con la frase "No Future" en el pecho.
Aunque en el escenario suele comportarse de forma emotiva y agresiva, fuera de él es totalmente diferente, y en las entrevistas se muestra educado y respetuoso. 
Aparte de eso, es muy reservado y no tiende a tener contacto con los fanes, tampoco suele dejarse ver por las cámaras fuera de los escenarios o en las previas de los conciertos.

## Composiciones
Kyō admite escribir letras violentas y sádicas, tratando siempre el dolor en todas sus facetas: dolor físico, mental, dolor provocado, dolor sufrido, etc. Suele usar frases con doble sentido, frases invertidas y difícilmente comprensibles. En muchas de sus letras, sobre todo en las más recientes, usa el inglés, aun sin hablarlo, para poder así expresar cosas que el japonés no le permite o simplemente por un valor estético.
Kyō escribe todas las canciones que la banda presenta. Él también escribe más de las canciones para cuando están en sus tour, que puede ser algo malo, que todos sus compañeros de banda estén de acuerdo con que él tenga la peor ortografía de todos ellos, y que a veces haga difícil para los demás entender lo que escribe.

## Estilo de canto
Kyō empezó en la escuela de secundaria con su banda Gesshoku, su estilo fue inspirado por las primeras antiguas bandas visual como Kiyoharu con una aguda voz. El mantuvo ese estilo indie junto con La:Sadie's. Después de un tiempo, Kyō trata de probar un nuevo estilo con voces más ligadas al gutural y otras transformaciones que le dan distintos matices a los temas de Dir en Grey.